# Интаферн
Интаферн (др.-греч. Ίνταφέρνης, др.-перс. Vindafarnâ) — один из семи знатных персов, свергнувших вместе с Дарием I Лже-Смердиса.

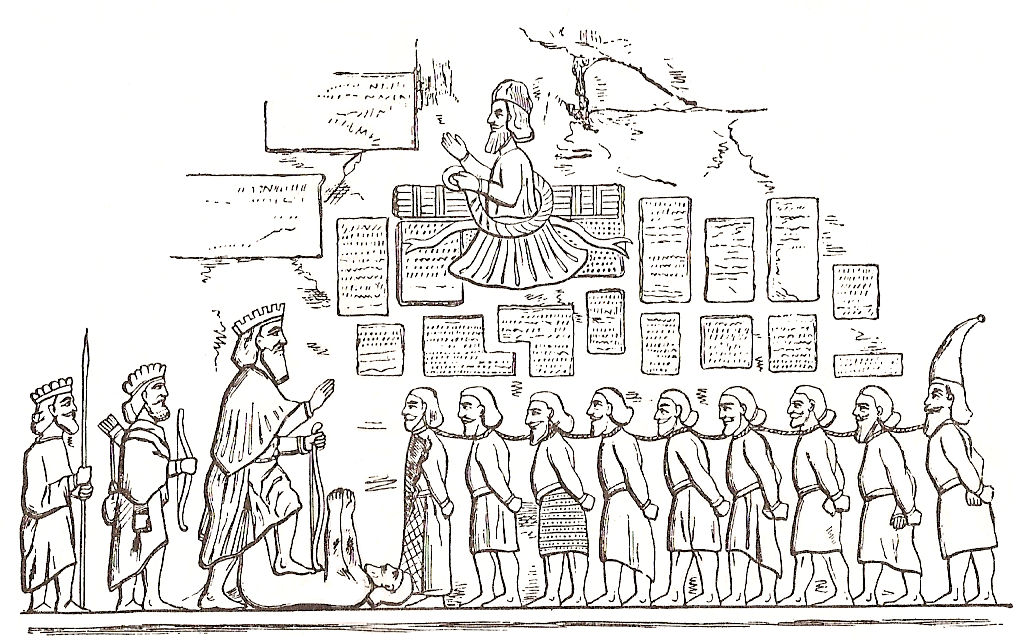
Прорисовка Бехистунского рельефа, изображающего триумф Дария над магом Гауматой и мятежными «царями». Конец VI в. до н. э.

## Биография
Его имя упоминается как в Бехистунской надписи, так и в трудах греческих авторов. Отцом Интаферна, согласно данным из клинописного памятника, созданного по указу Дария, был Ваяспара. Имя Интаферна здесь указано первым, что, по предположению исследователя В. П. Орлова, может являться не случайным, но подчёркивать близкое к Дарию положение. Возможно, что должность носителя лука была создана специально для Интаферна, так как неизвестны имена ранних носителей такой должности. Эсхил в своей драме «Персы», в отличие от Геродота и Помпея Трога, отводящих руководящую роль Отану, называет душей заговора именно Интаферна. Во время убийства Гауматы Интаферн был ранен и лишился глаза.
Интаферн возглавил правительственные войска, направленные во вновь восставший против Дария Вавилон, для подавления мятежа Араха. Это важное поручение было успешно выполнено: Араха был захвачен и впоследствии казнен. Вместе с тем в литературе высказывается предположение о том, что отряды, направленные против мятежников, были завербованы самим Интаферном, на что указывает особенность начертания соответствующей надписи об этой войне.  
Однако вскоре Дарий умертвил самого Интаферна и его родственников, подозревая их в попытке свергнуть себя с престола. Перед этим Дарий вызвал по очереди всех остальных участников заговора против Бардии. Убедившись в том, что никто из них не знал о действиях Интаферна, царь отдал приказ казнить последнего. По мнению Дандамаева М.А., Дарий посчитал, что Интаферн нарушил ранее достигнутое между монархом и знатью соглашение.

## Образ в искусстве
Упоминается под именем «Артафрен» в драме Эсхила «Персы».
Событиям, связанным с осуждением Интаферна, посвящена баллада немецкого поэта Эдуарда Штукена. Её текст лёг в основу написанного для чтеца с симфоническим оркестром произведения немецкого композитора Франца Шрекера «Жена Интаферна».

### Первичные источники
- Геродот. История. — Т. III. 70, 78, 118 — 119.
- DB. III.50, IV.68, 80 - 88.

### Исследования
- Дандамаев М.А. Политическая история Ахеменидской державы. — М., 1985.
- Орлов В. П. Шесть знатных персов и их потомки при Дарии I: положение персидской аристократии в Ахеменидской империи // Ученые записки Казанского университета. Серия Гуманитарные науки. — 2016. Т. 158, книга 3. С. 776, 779 - 780.